# Carlos Villagrán Marugán
Carlos Villagrán (Nava de la Asunción, 13 de abril de 1984) es un exjugador de balonmano español. Jugaba en la posición de central.
Nacido en Nava de la Asunción, desarrolló sus primeros pasos en el equipo de su pueblo, el BM Nava. Hasta que en edad juvenil, él y otros jugadores del conjunto segoviano fueron al BM Valladolid debido al acuerdo que existía entre las dos entidades entonces.
Años más tarde, volvió al BM Nava dónde consiguió cuatro ascensos, a Primera Nacional en 2009, a División de Honor Plata en 2014 y a la Liga ASOBAL en 2019 y 2023.
En 2023, tras el ascenso a la Liga ASOBAL decidió retirarse del balonmano profesional.

## Trayectoria
- BM Valladolid (2002-2004)
- BM Nava (2004-2006)
- BM Valladolid (2006-2007)
- BM Nava (2007-2023)